# 明華科技
深圳市明華澳漢科技股份有限公司，簡稱深圳市明華澳漢科技股份、深圳市明華澳漢科技，以及明華科技（英語：SHENZHEN MINGWAH AOHAN HIGH TECHNOLOGY CORPORATION LIMITED，港交所：8301），於1992年由李啟明（董事長）創立，前身為「深圳明华澳汉磁卡系列有限公司」。
現時業務在國內研发、生产、销售及推广智能卡及相关读写设备，總部位於深圳市福田区华强北上步工业区202栋2楼228，郵編518028。
招股價為0.33港元，發行新股為2億H股，集資額為0.66億港元，股份則在2004年7月7日於港交所創業板上市。

## 連結
- mwcard.com （页面存档备份，存于）